# Nationaal Kompas Volksgezondheid
Het Nationaal Kompas Volksgezondheid was een website waarop onafhankelijke en wetenschappelijk onderbouwde informatie over de staat van de 
volksgezondheid in Nederland werd gepubliceerd. Het bevatte ruim 200 onderwerpen over gezondheidstoestand en ziekte, determinanten, preventie en gezondheidszorg.
Op 27 november 2014 is de website Volksgezondheidenzorg.info gelanceerd. In deze site zijn het Nationaal Kompas Volksgezondheid, de Nationale Atlas Volksgezondheid, Zorgbalans, Kosten van ziekten en Zorggegevens samengebracht. Sinds november 2016 is Nationaal Kompas Volksgezondheid niet meer bereikbaar.
Het Nationaal Kompas Volksgezondheid werd gemaakt door het Rijksinstituut voor Volksgezondheid en Milieu (RIVM) in samenwerking met diverse kenniscentra. Meer dan 200 mensen werkten aan de inhoud. Samen met de Zorgatlas, Zorggegevens en Kosten van ziekten maakte het Nationaal Kompas onderdeel uit van de Volksgezondheid Toekomst Verkenning. Opdrachtgever was het Ministerie van Volksgezondheid, Welzijn en Sport.
Het Regionaal Kompas Volksgezondheid geeft de staat van de volksgezondheid weer van ggd regio’s en gemeenten.